# Incensario

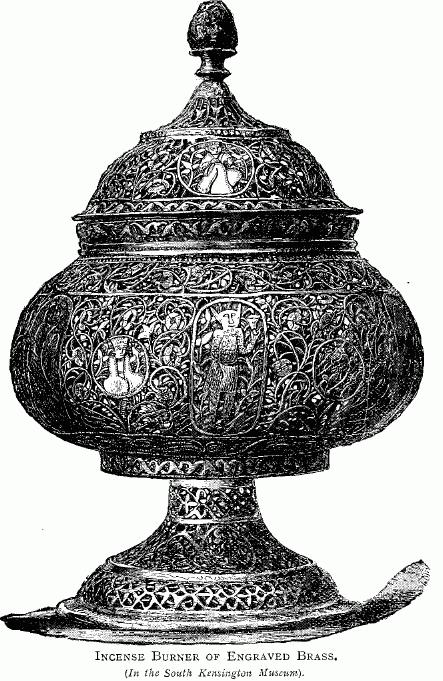
Incensario persa

Un incensario, como el turíbulo, el turífero, el pebetero, o el botafumeiro, son recipientes utilizados para el sahumerio de materias aromáticas como el incienso, de uso ceremonial en determinadas celebraciones religiosas o eventos similares. Documentados ya en la antigüedad judaica y aún en la egipcia y greco-romana, se adoptaron por la iglesia y así aparecen representados en frescos y miniaturas de códices de la Alta Edad Media. Los ejemplares más antiguos conservados son del siglo XII, si bien los primeros incensarios pudieron tener la forma de urna con tapa perforada y de las aludidas pinturas se infiere que ya desde el siglo X tomaron forma de globo y debieron manejarse con tres o cuatro cadenillas. El uso del incienso como un purificador o depurador (desde el punto de vista del pensamiento mágico), forma parte del uso ceremonial del incensario como uno de los elementos de exorcismo en varias religiones.[cita requerida]
Mantuvieron ese aspecto y formas en el periodo románico, y ya en el gótico adoptaron es aspecto de una torrecilla con calados góticos, y en el del renacimiento aparecen como una ancha copa con alta cubierta perforada. Especialmente artístico es el incensario del siglo XII de la catedral de Tréveris compuesto por varios cuerpos de bronce dorado, con figuras esculpidas de personajes bíblicos. Uno de los incensarios más grandes es el botafumeiro de la catedral de Santiago de Compostela en España, que mide más de metro y medio de altura.
La acerra o naveta es un complemento del incensario y consiste en una caja para contener el incienso. Normalmente, tiene forma de nave (de ahí, su nombre) desde el siglo XII. En La Seo de Zaragoza (España) se conserva una naveta de origen profano, datada en el siglo XV con la forma perfecta de un navío formado por una concha montada sobre un dragón de plata, y en la catedral de Valencia, existen otras dos semejantes del siglo XVII.[cita requerida] En el ámbito cristiano, los portadores de incensarios durante la misa se denominan turiferarios.

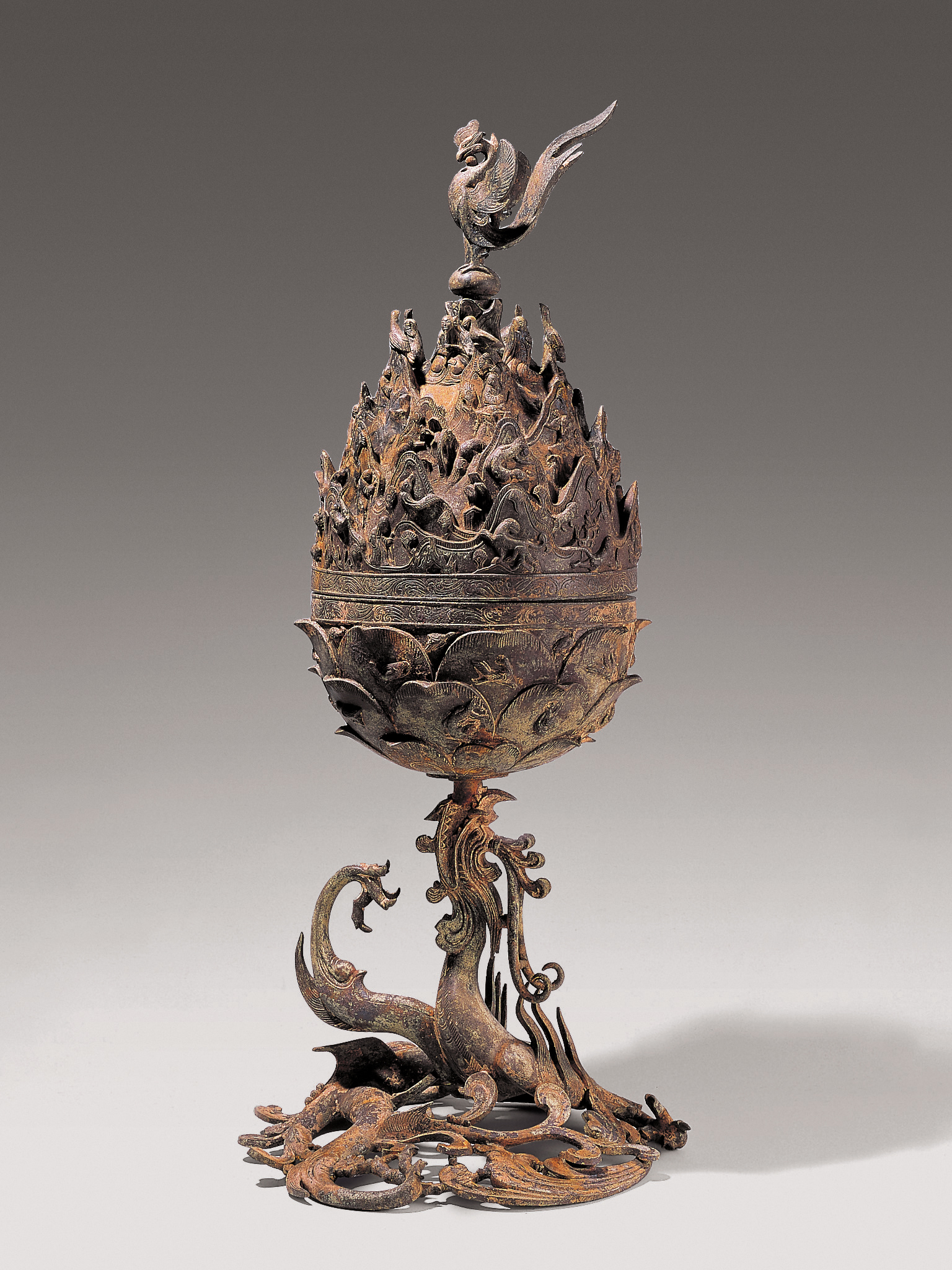
Incensario de cobre y oro del antiguo reino coreano de Baekje
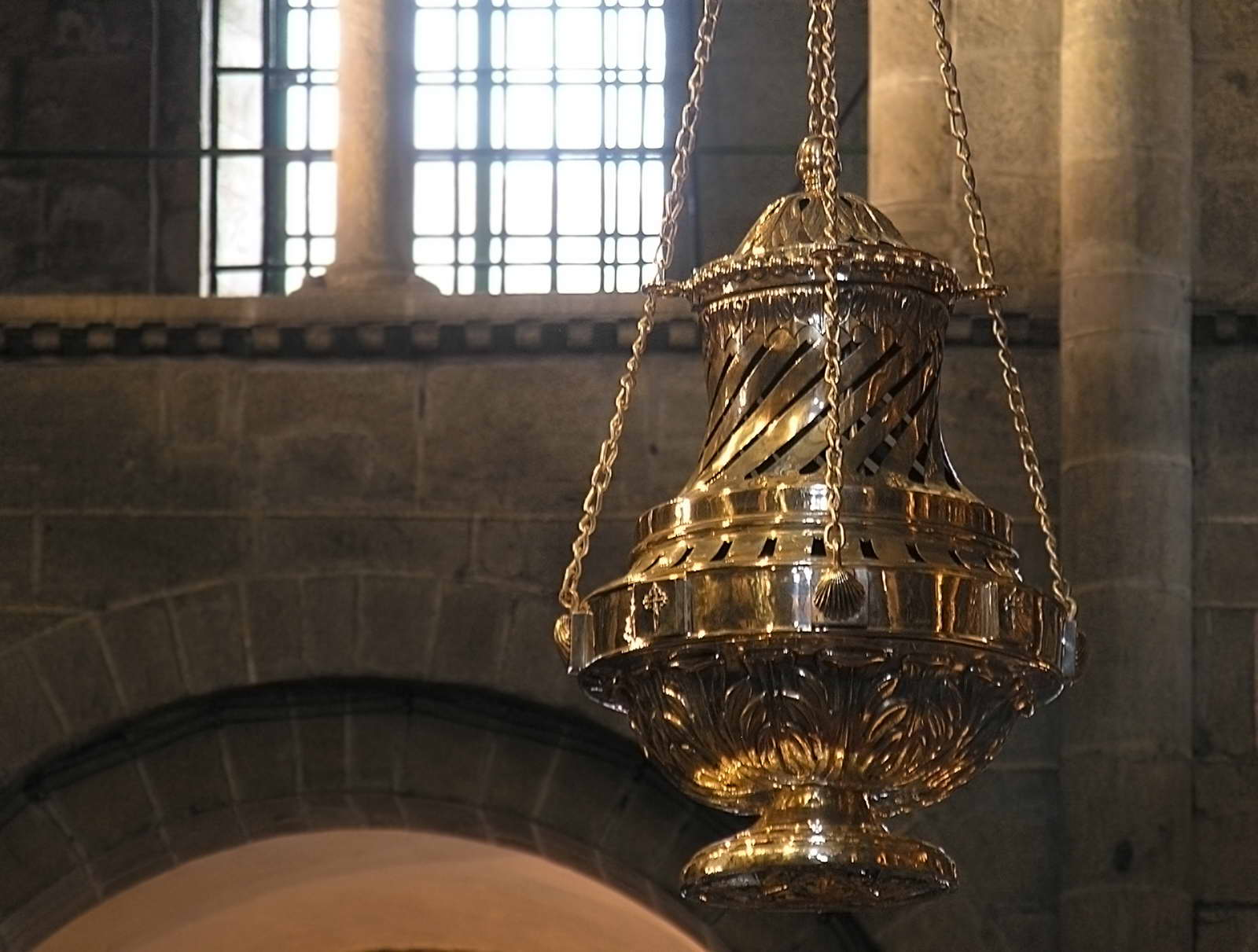
Botafumeiro de Santiago de Compostela
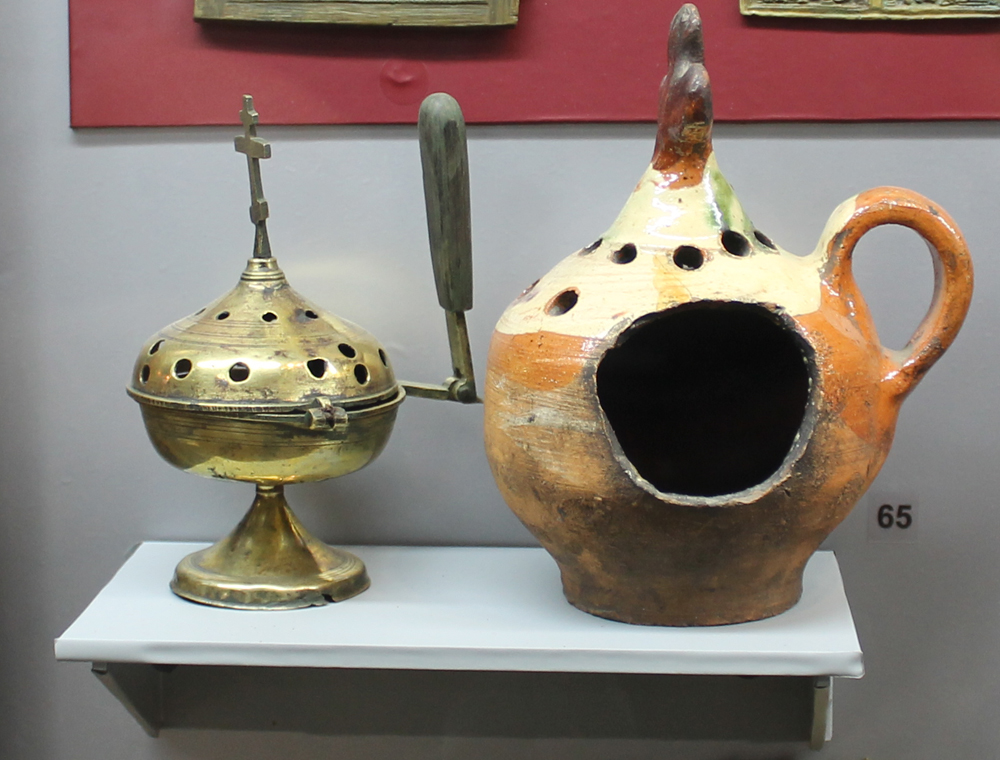
Antiguos incensarios rusos